# 1957–1958-as magyar gyeplabdabajnokság
Az 1957–1958-as magyar gyeplabdabajnokság a huszonnyolcadik gyeplabdabajnokság volt. A bajnokságban hat csapat indult el, a csapatok két kört játszottak.

## Tabella
| #  | Csapat                   | M  | Gy | D | V | G+ | G- | P  |
| -- | ------------------------ | -- | -- | - | - | -- | -- | -- |
| 1. | BVSC                     | 10 | 9  | 1 | 0 | 36 | 4  | 19 |
| 2. | Bp. Építők               | 10 | 6  | 3 | 1 | 16 | 7  | 15 |
| 3. | Bp. Postás               | 10 | 5  | 1 | 4 | 15 | 8  | 11 |
| 4. | Kinizsi Sörgyár SK       | 10 | 4  | 2 | 4 | 12 | 15 | 10 |
| 5. | Építők Rózsa Ferenc SK   | 10 | 2  | 0 | 8 | 16 | 27 | 4  |
| 6. | Szabadsághegyi Pedagógus | 10 | 0  | 1 | 9 | 3  | 37 | 1  |

* M: Mérkőzés Gy: Győzelem D: Döntetlen V: Vereség G+: Ütött gól G-: Kapott gól P: Pont